# Glacier du Trient
Glacier du Trient – lodowiec o długości 4,3 km (2005 r.) i powierzchni 6,4 km² (1973 r.).
Lodowiec położony jest w Masywie Mont Blanc w kantonie Valais w Szwajcarii.